# Spatangus multispinus
Spatangus multispinus is een zee-egel uit de familie Spatangidae.
De wetenschappelijke naam van de soort werd in 1925 gepubliceerd door Theodor Mortensen.